# Gymnosporia pallida
Gymnosporia pallida är en benvedsväxtart som beskrevs av Robert Collett och Hemsl. Gymnosporia pallida ingår i släktet Gymnosporia och familjen Celastraceae. Inga underarter finns listade.